# Croatia Open Umag 2015
Croatia Open Umag 2015 — тенісний турнір, що проходив на ґрунтових кортах у місті Умаг, Хорватія з 20 липня. Належав до категорії ATP World Tour 250, був турніром серії Відкритий чемпіонат Хорватії з тенісу 2015 року.

## Фінальна частина

### Одиночний розряд
Домінік Тім —  Жуан Соуза 6–4, 6–1

### Парний розряд
Максімо Гонсалес /  Андре Са —  Маріуш Фирстенберг /  Сантьяго Гонсалес 4–6, 6–3, [10–5]